# Luca Drudi

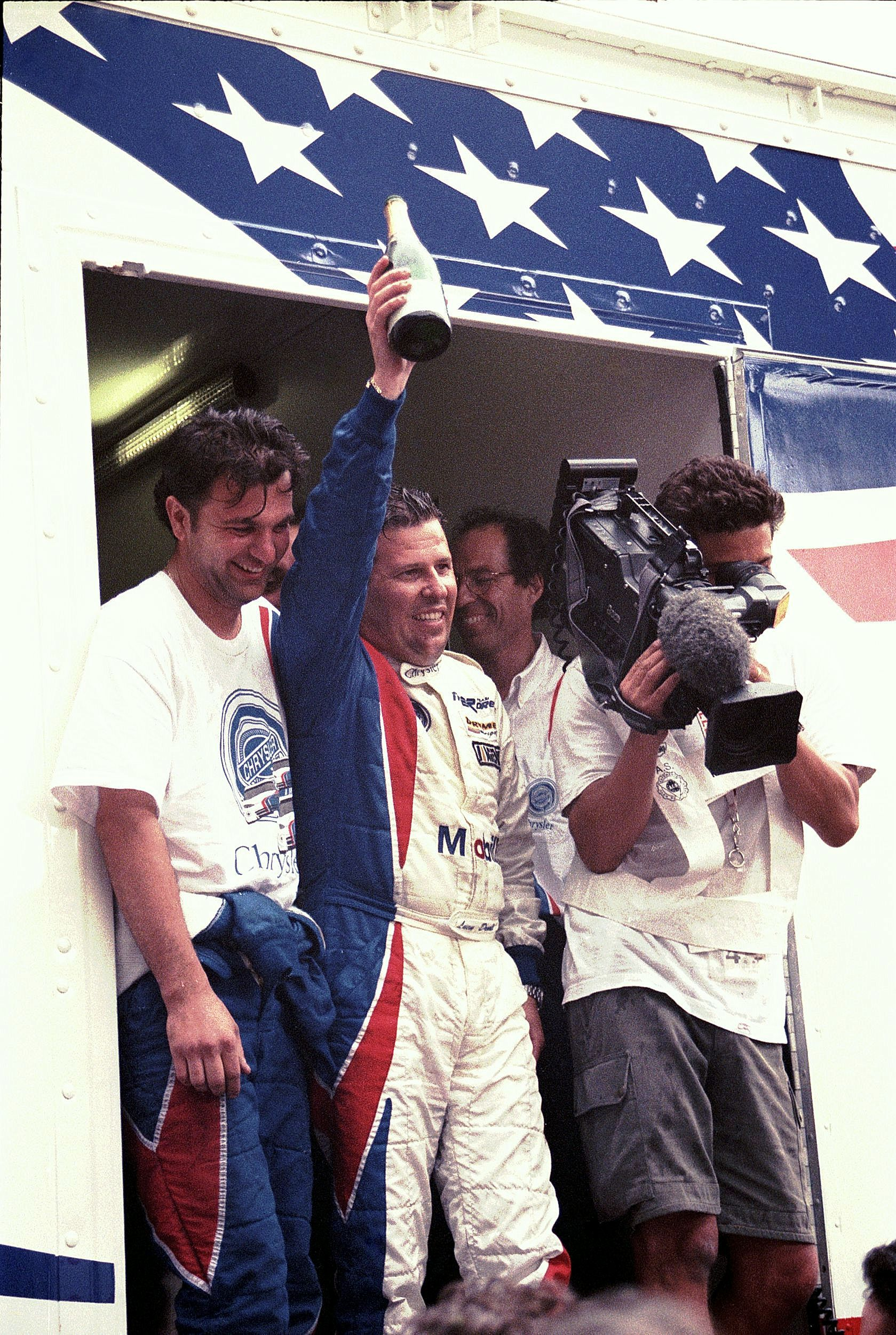
Luca Drudi (Mitte mit Champagnerflasche) 1998 in Le Mans

Luca Drudi (* 11. Mai 1962 in Rimini) ist ein ehemaliger italienischer Autorennfahrer.

## Karriere
Luca Drudi begann seine Karriere 1987 in der italienischen Formel-3-Meisterschaft, die er jedoch nach nur einem Rennen wieder verließ, um dann einige Jahre regelmäßig im Renault-Clio-International-Cup zu starten.
International bekannt wurde Drudi Ende der 1990er Jahre durch seine Engagements im GT-Sport. Ab 1997 fuhr er in der FIA-GT-Meisterschaft und gab 1998 mit einem Klassensieg sein Debüt beim 24-Stunden-Rennen von Le Mans. Als Partner von Justin Bell und David Donohue erreichte er auf einer Chrysler Viper GTS-R den elften Rang in der Gesamtwertung. 2001 gehörte zur Porsche-Fahrerbesatzung, die in Le Mans mit einem Porsche 911 GT3 den sechsten Rang in der Gesamtwertung herausfuhr.
Ende der 2000er Jahre ging Drudi in die USA und fährt seit 2008 in der Grand-Am Sports Car Series.

## Statistik

### Le-Mans-Ergebnisse
| Jahr | Team                     | Fahrzeug             | Teamkollege | Teamkollege     | Platzierung             | Ausfallgrund |
| ---- | ------------------------ | -------------------- | ----------- | --------------- | ----------------------- | ------------ |
| 1998 | Société Viper Team Oreca | Chrysler Viper GTS-R | Justin Bell | David Donohue   | Rang 11 und Klassensieg |              |
| 2001 | Seikel Motorsport        | Porsche 911 GT3 RS   | Gabrio Rosa | Fabio Babini    | Rang 6 und Klassensieg  |              |
| 2002 | Seikel Motorsport        | Porsche 911 GT3 RS   | Gabrio Rosa | Luca Riccitelli | Rang 22                 |              |